# Luschan Harbour
Luschan Harbour (in der deutschen Kolonialzeit Luschanhafen genannt) ist eine Bucht an der Südküste der Insel Neubritannien in der Provinz West New Britain.

## Geographie
Das Gebiet der Bucht ist vulkanischen Ursprungs und die Küstenlinie ist von gehobenen Korallenkalken geprägt. Die Ufer sind besiedelt. Die Bucht wird im Westen von der Insel Aivet Island und im Osten durch das weit nach Süden vorspringende Kap Cape Kablumgu begrenzt. Der Johanna River entwässert in die Bucht.

## Geschichte

### Kolonialzeit
Die Bucht war schon zur deutschen Kolonialzeit bekannt und trug den Namen Luschanhafen. Zu vermuten ist, dass die Bucht nach dem österreichischen Anthropologen und Ethnographen Felix von Luschan benannt wurde.
Bis 1899 war Neubritannien Teil des Schutzgebiets der Neuguinea-Kompagnie, zwischen 1899 und 1914 entsprechend Teil der Kolonie Deutsch-Neuguinea.